# Conasprella articulata
Conasprella articulata là một loài ốc biển, là động vật thân mềm chân bụng sống ở biển trong họ Conidae, họ ốc cối.
Giống như tất cả các loài thuộc chi Conasprella, chúng là loài săn mồi và có nọc độc. Chúng có khả năng "đốt" con người, do vậy khi cầm chúng phải hết sức cẩn thận.

C. articulata var. lombei, con trưởng thành

## Miêu tả
Kích thước vỏ ốc thay đổi trong khoảng từ 15 mm đến 29 mm. Vỏ có màu hạt dẻ, với các đường xoay khớp nối màu sô cô la và trắng, một dải màu trắng ở giữa và một dải khác bên dưới góc của chóp.

## Phân bố
Loài này xuất hiện ở Ấn Độ Dương ngoài khơi Đông Phi và ngoài khơi Mascarene Basin; ngoài khơi Đông Dương, Ấn Độ-Malay, Tân Caledonia và ngoài khơi Queensland, Úc.